# Liste der Biografien/Amh
Liste der Biografien |
Portal Biografien |
Personensuche
# |
A |
B |
C |
D |
E |
F |
G |
H |
I |
J |
K |
L |
M |
N |
O |
P |
Q |
R |
S |
T |
U |
V |
W |
X |
Y |
Z |
?
 
Aa |
Ab |
Ac |
Ad |
Ae |
Af |
Ag |
Ah |
Ai |
Aj |
Ak |
Al |
Am |
An |
Ao |
Ap |
Aq |
Ar |
As |
At |
Au |
Av |
Aw |
Ax |
Ay |
Az
 
Ama |
Amb |
Amc |
Amd |
Ame |
Amf |
Amg |
Amh |
Ami |
Amj |
Amk |
Aml |
Amm |
Amn |
Amo |
Amp |
Amr |
Ams |
Amt |
Amu |
Amw |
Amy |
Amz
Die Liste der Biografien führt alle Personen auf, die in der deutschsprachigen Wikipedia einen Artikel haben. Dieses ist eine Teilliste mit 13 Einträgen von Personen, deren Namen mit den Buchstaben „Amh“ beginnt.

## Amh

### Amha
- Amha Selassie I. (1916–1997), äthiopischer Adeliger, Kronprinz von Äthiopien
- Amhali, Najib (* 1971), niederländischer Kabarettist

### Amhe
- Amherd, Marco (* 1988), Schweizer Dirigent, Chorleiter, Organist und Intendant des Davos Festivals
- Amherd, Moritz (1935–2009), Schweizer römisch-katholischer Theologe und Ökonom
- Amherd, Viola (* 1962), Schweizer PolitikerinViola Amherd (* 1962)

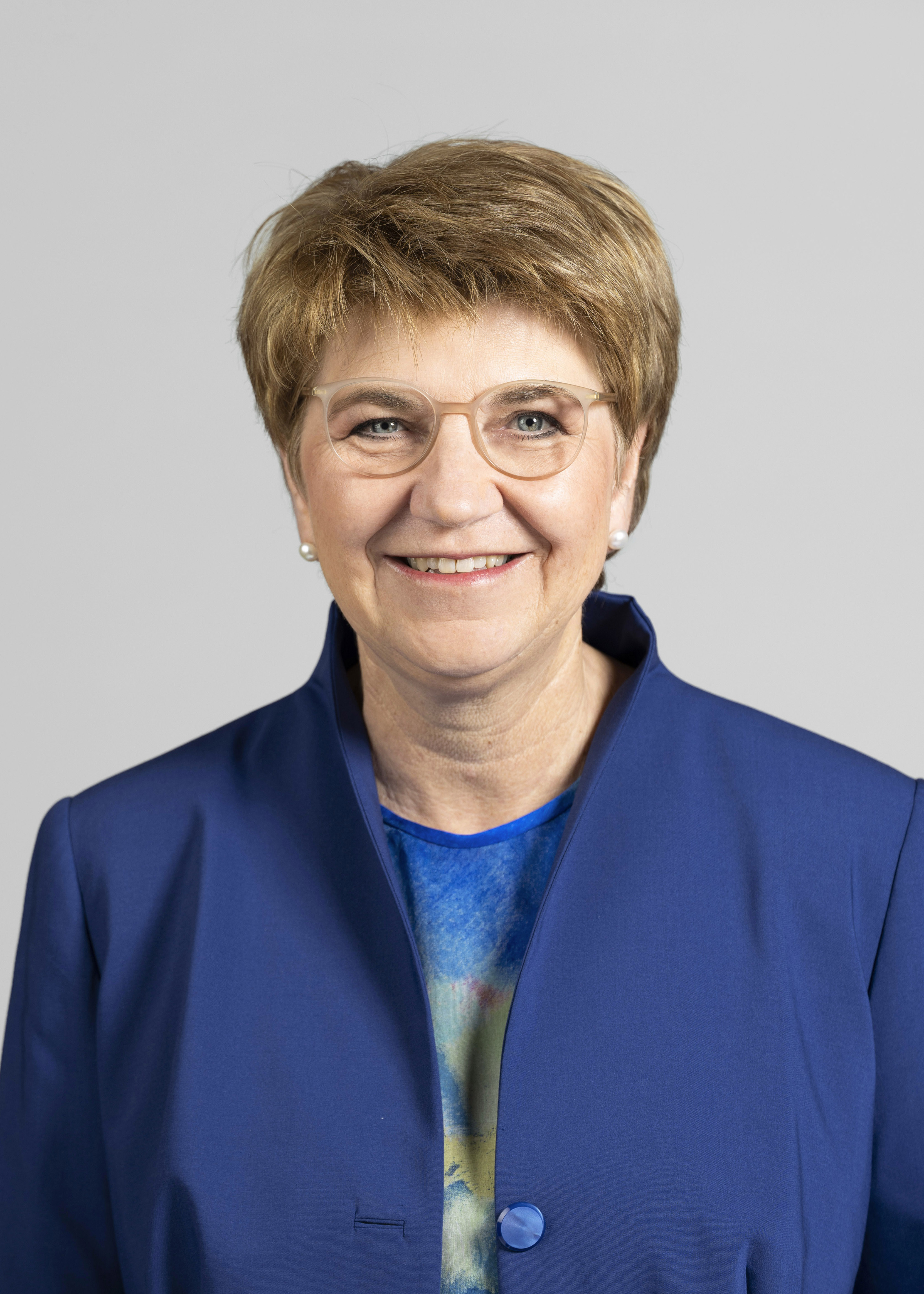
Viola Amherd (* 1962)

- Amherdt, François-Xavier (* 1957), römisch-katholischer Theologe und Hochschullehrer
- Amherst, Jeffrey, 1. Baron Amherst (1717–1797), britischer General
- Amherst, John (1718–1778), britischer Marineoffizier
- Amherst, William (1732–1781), britischer Heeresoffizier und Politiker
- Amherst, William, 1. Earl Amherst (1773–1857), britischer Politiker und Staatsmann

### Amho
- Amhof, Magdalena (* 1977), italienische Politikerin (SVP) (Südtirol)
- Amhof, Nikolaus (* 1962), österreichischer Politiker (FPÖ)
- Amhoff-Windeler, Tamara (1945–2013), deutsche Fotografin und Modedesignerin